# Pharomachrus
Genre
Pharomachrus est un genre d'oiseaux, des quetzals, de la famille des Trogonidae.

## Liste des espèces
D'après la classification de référence (version 5.2, 2015) du Congrès ornithologique international (ordre phylogénique) :
- Pharomachrus pavoninus – Quetzal pavonin
- Pharomachrus auriceps – Quetzal doré
- Pharomachrus fulgidus – Quetzal brillant
- Pharomachrus mocinno – Quetzal resplendissant
- Pharomachrus antisianus – Quetzal antisien